# Ferentino
Ferentino is een gemeente in de Italiaanse provincie Frosinone (regio Latium) en telt 20.461 inwoners (31-12-2004). De oppervlakte bedraagt 80,5 km², de bevolkingsdichtheid is 249 inwoners per km².
De volgende frazioni maken deel uit van de gemeente: Porciano.

## Demografie
Ferentino telt ongeveer 7888 huishoudens. Het aantal inwoners steeg in de periode 1991-2001 met 5,0% volgens cijfers uit de tienjaarlijkse volkstellingen van ISTAT.
| Jaar | Inwoneraantal |
| ---- | ------------- |
| 1991 | 19.149        |
| 2001 | 20.103        |

## Geografie
De gemeente ligt op ongeveer 393 m boven zeeniveau.
Ferentino grenst aan de volgende gemeenten: Acuto, Alatri, Anagni, Fiuggi, Frosinone, Fumone, Morolo, Sgurgola, Supino en Trivigliano.

## Galerij

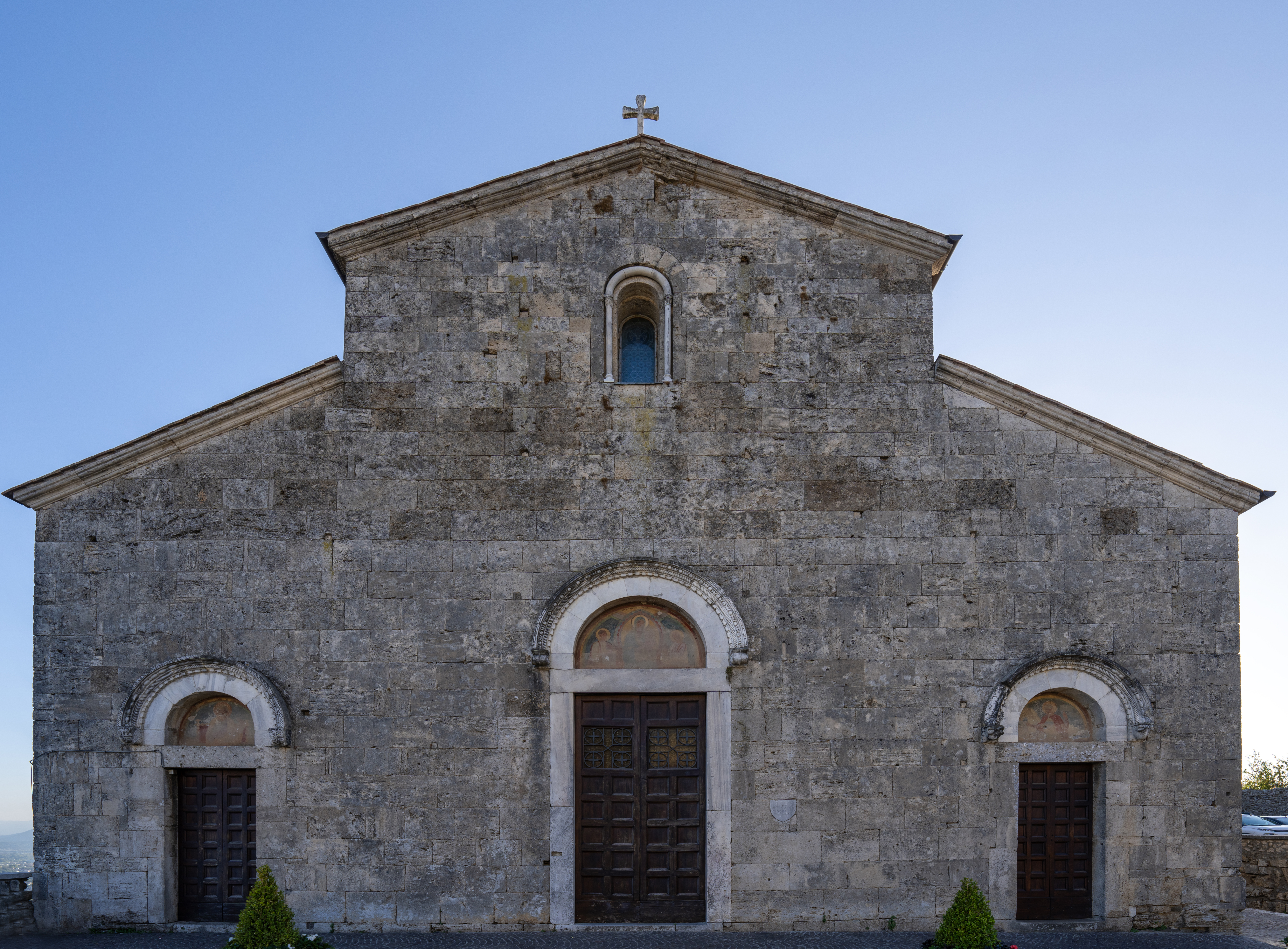
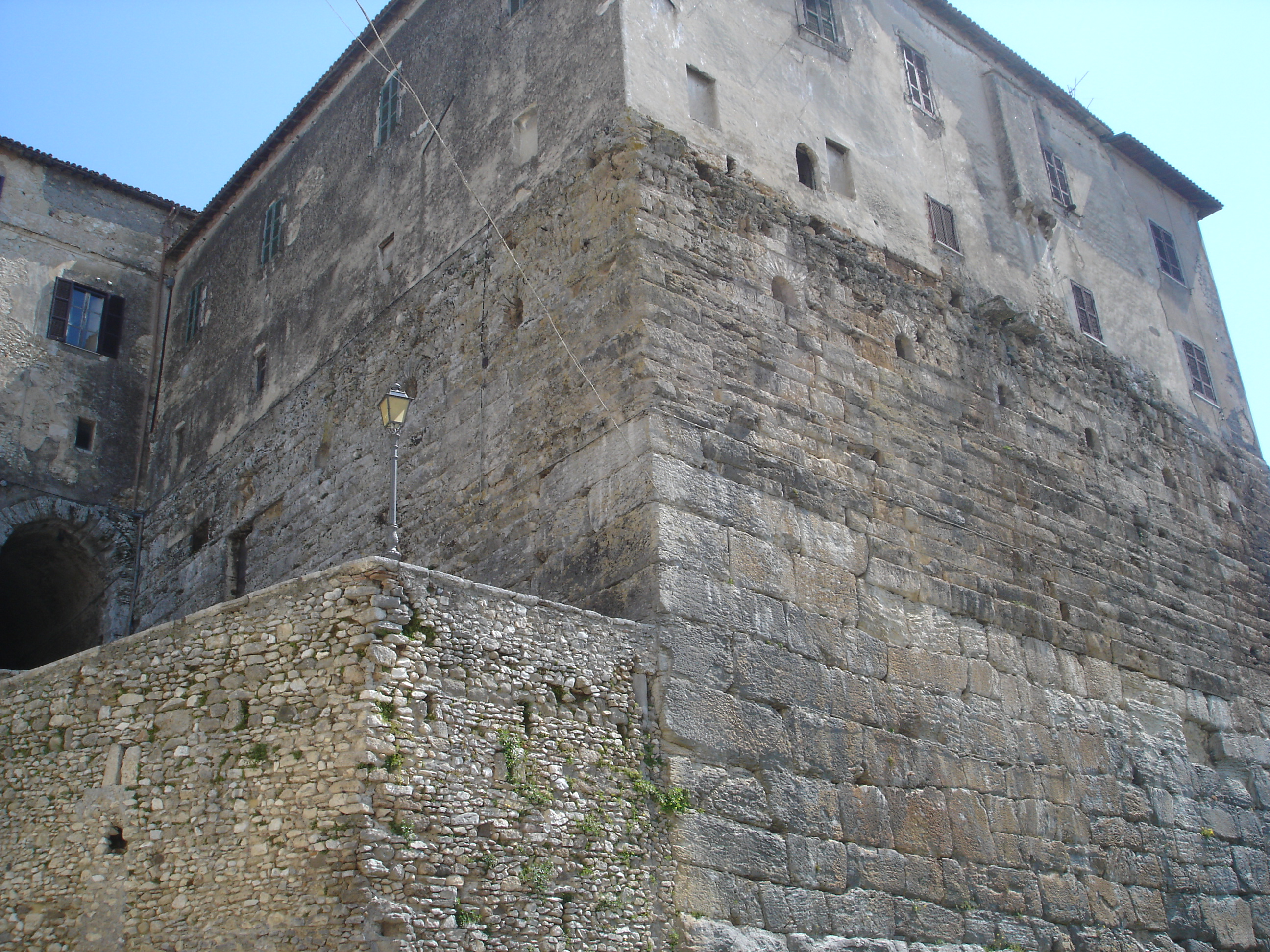
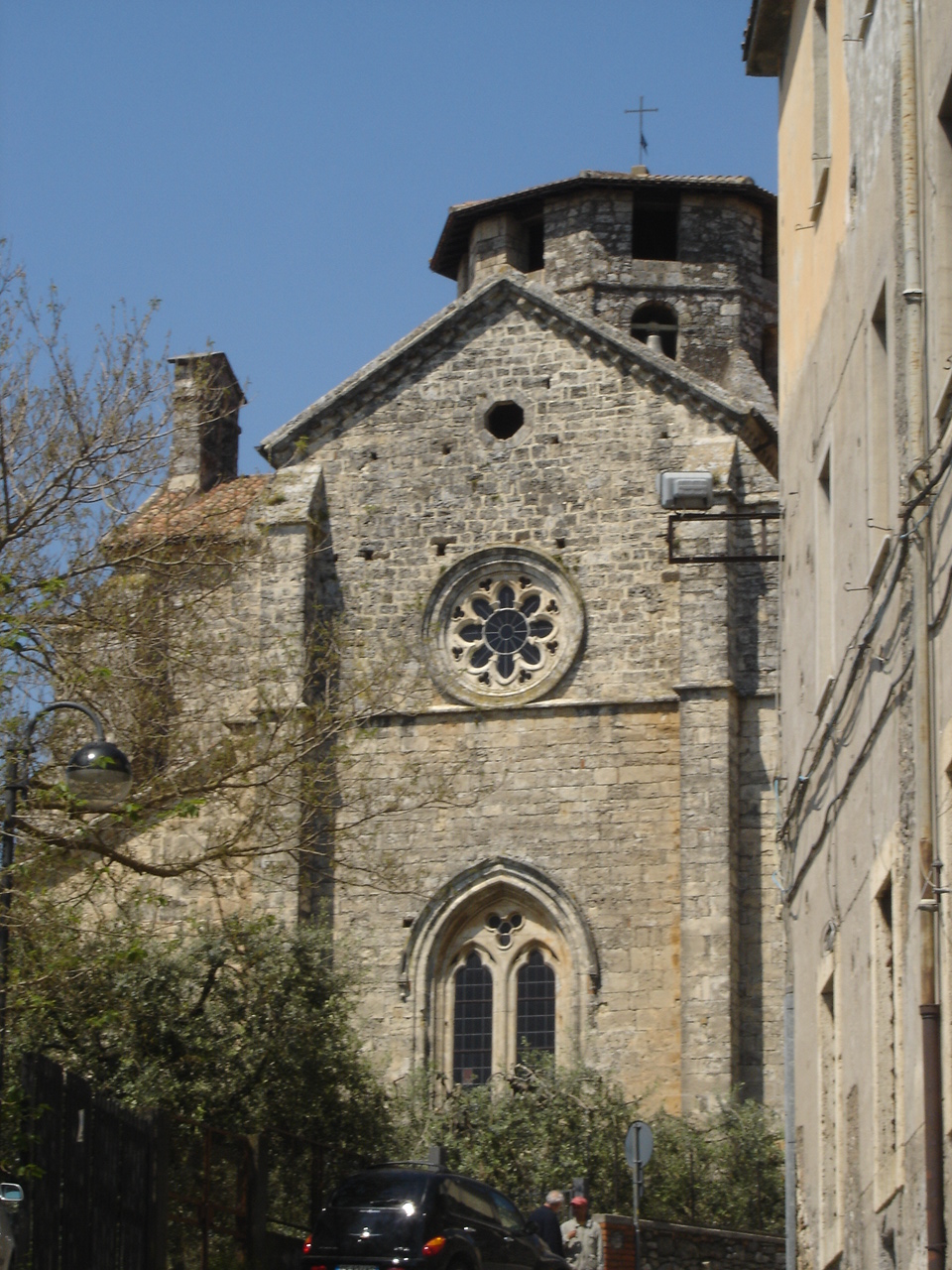
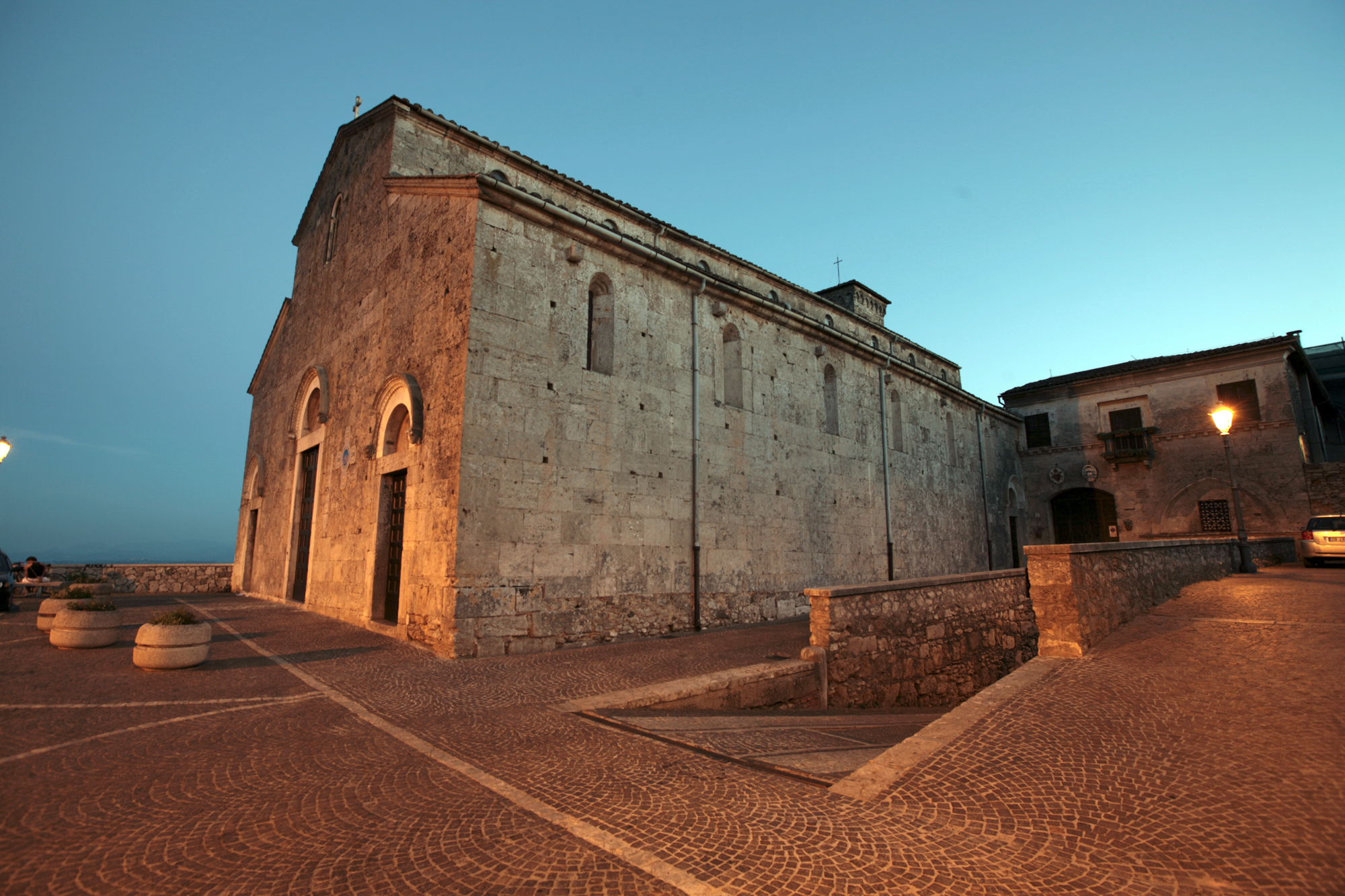
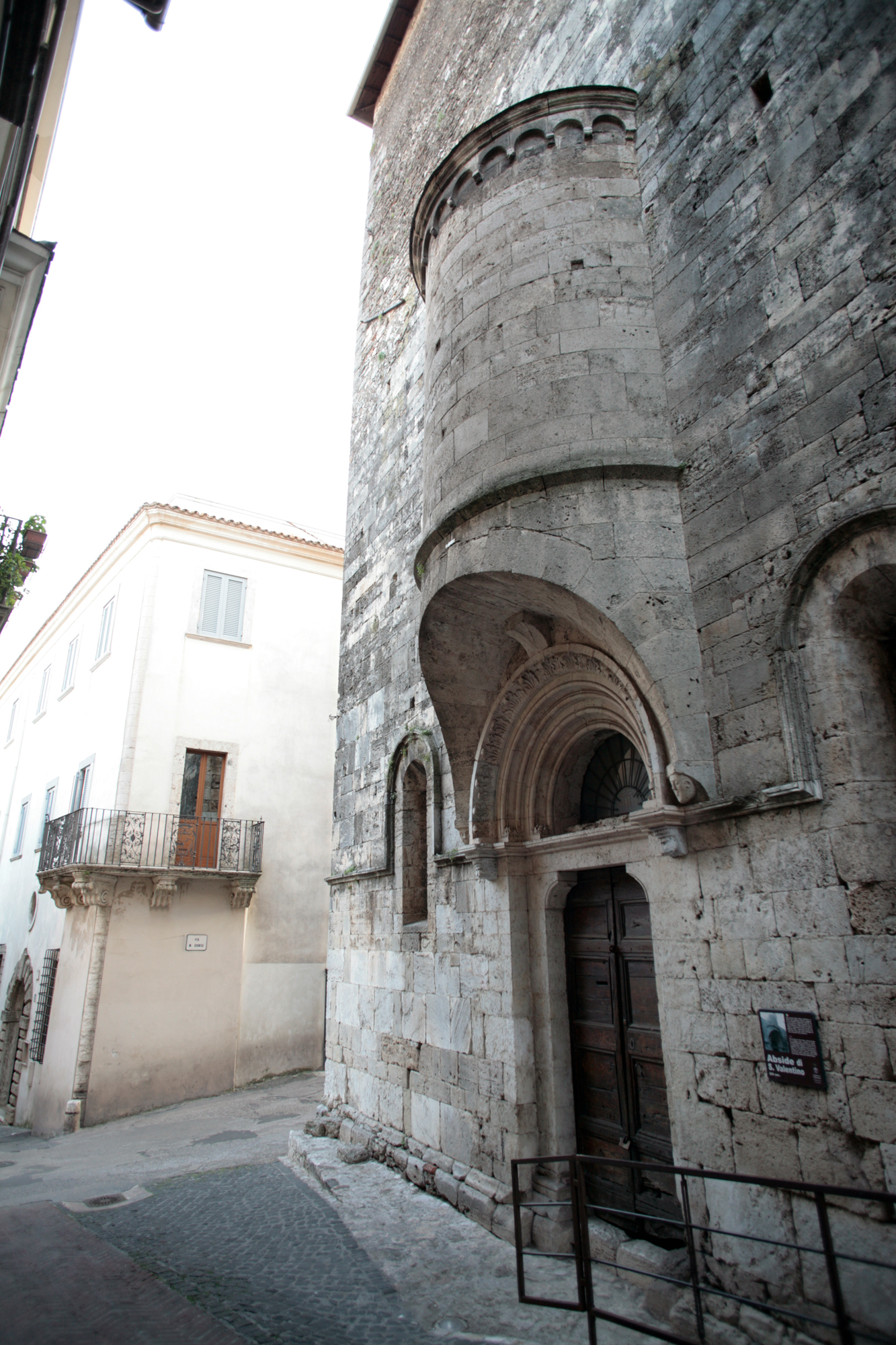
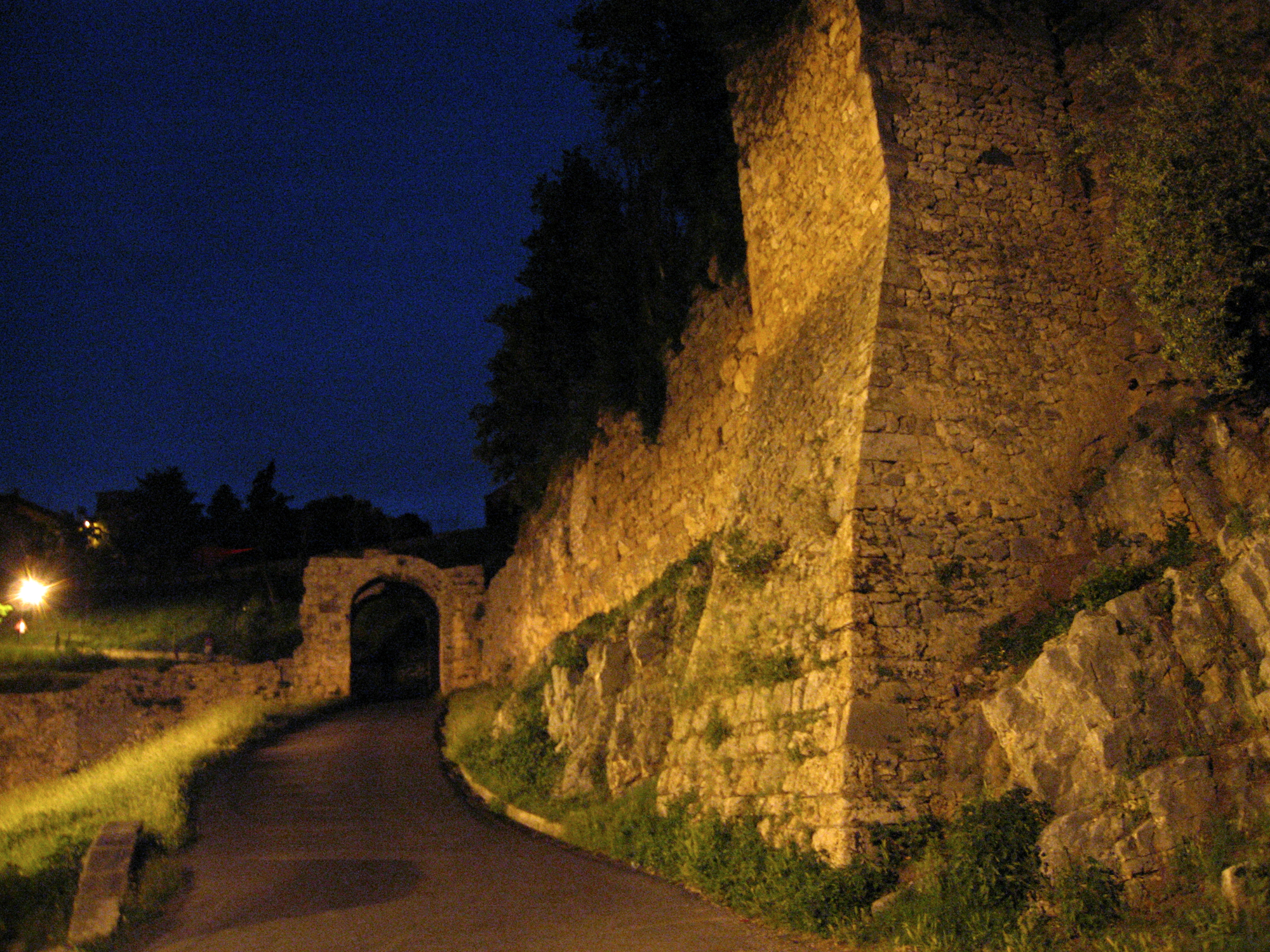
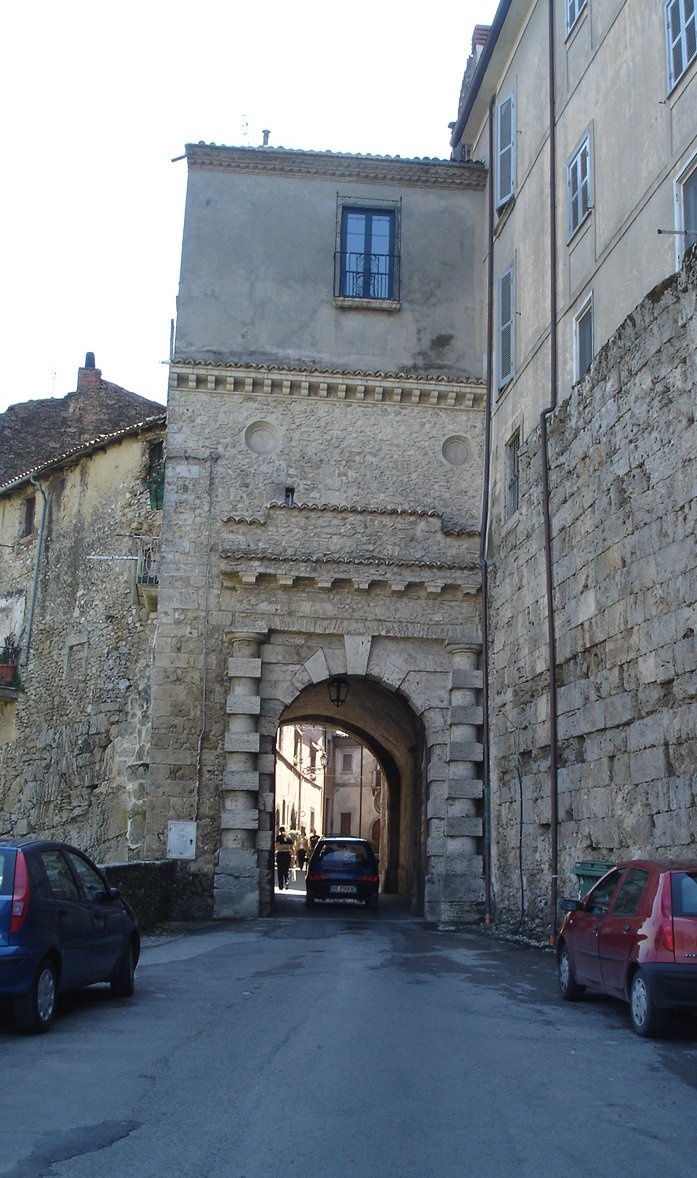